# 2158 Tietjen
A 2158 Tietjen (ideiglenes jelöléssel 1933 OS) a Naprendszer kisbolygóövében található aszteroida. Karl Wilhelm Reinmuth fedezte fel 1933. július 24-én.